# Una giornata di Ivan Denisovič (film)
Una giornata di Ivan Denisovič (One Day in the Life of Ivan Denisovich) è un film del 1970 diretto da Caspar Wrede.
Film di produzione norvegese-britannica basato sull'opera omonima di Aleksandr Isaevič Solženicyn.

## Trama
Russia, 1942. La fine della Seconda Guerra Mondiale è ancora lontana. Ivàn Denìsovic, comune soldato dell'Armata Rossa, viene preso prigioniero dai tedeschi. Insieme ad altri colleghi riesce a fuggire, ma viene acciuffato dai suoi e punito con dieci anni di lavoro forzato in Siberia, venendo accusato di disfattismo. In tale periodo Denisovic sarà impegnato insieme ad altri reclusi, nella costruzione della sede di una centrale elettrica. La situazione non è però vivibile: clima rigido, cibo scarso e vigilanza severa (guidata dal tenente Volkovoij) fanno dei reclusi un manipolo di bruti, che pensa solo alla sopravvivenza quotidiana. L'unico che mostra ottimismo è Aljoska, un fervente battista dedito alla preghiera e alla meditazione. L'unico modo per ingraziarsi i superiori e i vigilanti ed evitare così la cella è regalare loro del tabacco, oltretutto, non facile da reperire.

## Critica
«cerca di evitare l'enfasi -- anche se il testo di partenza ha ben altra forza. Efficace la fotografia di Sven Nykvist... Girato sotto zero in Norvegia.» **½ 